# Jewgienij Mrawinski
Jewgienij Aleksandrowicz Mrawinski (ros. Евгений Александрович Мравинский; ur. 22 maja?/4 czerwca 1903 w Leningradzie, zm. 20 stycznia 1988 tamże) – rosyjski (radziecki) dyrygent, Bohater Pracy Socjalistycznej (1973).

## Lata młodzieńcze
Ojciec Jewgienija, Aleksandr Konstantinowicz, był wysokim rangą urzędnikiem, a matka Jelizawieta Nikołajewna pochodziła z rodziny dworskiej. Urodzony w bogatej rodzinie młody Jewgienij Aleksandrowicz był od wczesnego dzieciństwa kształcony w dziedzinach artystycznych, od dzieciństwa uczył się także niemieckiego i francuskiego. W wieku 6 lat grał na fortepianie drobne kompozycje Czajkowskiego. W wieku 7 lat obejrzał wagnerowskiego Zygfryda w Operze Petersburskiej, jednakże jego wczesne zainteresowania obejmują entomologię, botanikę i biologię. W 1918 roku umarł jego ojciec, a rodzina w związku z rewolucją straciła majątek. 15-letni Jewgienij podjął pracę w Teatrze Opery i Baletu. Dwa lata później wstąpił na Piotrogrodzki Uniwersytet, gdzie rozpoczął studia biologiczne, szybko jednak zrezygnował.
W 1921 do obowiązków w teatrze dołożył posadę akompaniatora w leningradzkiej szkole choreograficznej i po nieudanej próbie (w 1923) w 1924 wstąpił do Konserwatorium Leningradzkiego, by studiować w klasie kompozycji. W 1927 rozpoczął także naukę w klasie dyrygentury. W 1929 roku Mrawinski dostał się do klasy Aleksandra Gauka. To moment przełomowy dla rozwoju jego talentu. W tym samym roku Mrawinski podjął obowiązki muzycznego szefa Leningradzkiej szkoły choreograficznej i wypełniał je do 1931. W 1930 Mrawinski dyrygował własną kompozycją Fragmenty na głos, trzy wiolonczele, trzy trąbki, fagot i lirę. Szybko zdobył uznanie i rozpoczął stałą współpracę z Baletem Kirowa i Operą Bolszoj. W 1931 zadebiutował jako dyrygent, prowadząc na zakończenie swoich dyrygenckich studiów koncert orkiestry akademickiej; w programie: Beethovenowski Egmont i Leonora 3 oraz uwertura do Jarmarku soroczyńskiego Musorgskiego. W 1932 roku objął posadę pierwszego dyrygenta Teatru Opery i Baletu w Leningradzie i zadebiutował w Filharmonii Leningradzkiej, w której do 1937 występował regularnie i właśnie on otworzył sezon 1937/1938 w październiku 1937. Już w miesiąc później prowadził prapremierę V symfonii Szostakowicza. W 1938 roku wygrał pierwszy Wszechzwiązkowy Konkurs Dyrygencki i został pierwszym dyrygentem Filharmonii Leningradzkiej, gdzie zastąpił austriackiego dyrygenta Fritza Stiedrego. Samo odejście Stiedrego było dosyć tajemnicze, jeszcze pod koniec 1937 roku pracował z Szostakowiczem nad wykonaniem jego IV Symfonii, ale do koncertu nie doszło. Być może władze KPZR usiłowały wpłynąć na kompozytora, by porzucił pracę. Wszystkie oficjalne źródła podają rok 1938 jako datę przejęcia batuty pierwszego dyrygenta Filharmonii Leningradzkiej przez Mrawinskiego.

## Filharmonia Leningradzka
Od 1938 roku, aż do samej śmierci w 1988 Jewgienij Mrawinski pełnił obowiązki pierwszego dyrygenta Filharmonii Leningradzkiej, odrzucając liczne propozycje z zagranicy. W pierwszym roku swojej nowej pracy, oprócz typowego repertuaru (Czajkowski, Mozart, Bruckner), dyrygował utwory Chaczaturiana, prapremierę Szostakowiczowskiej V Symfonii i prowadził przygotowania do wystawienia fragmentów z oper Wagnera. W 1939 roku w repertuarze były symfonie Beethovena (IV,V i IV), VII Brucknera i światowa prapremiera VI Symfonii Szostakowicza. Pierwsze dwa i dwa następne lata, aż do rozpoczęcia Wielkiej Wojny Ojczyźnianej Mrawinski nabył doświadczeń, które zdecydowały o jego późniejszym sukcesie. W 1942 roku Leningradzka Filharmonia została ewakuowana do Nowosybirska; tam właśnie Mrawinski dyrygował rosyjską premierą VII symfonii Szostakowicza i światową prapremierą VIII Symfonii tego samego kompozytora. W 1944 orkiestra wraz ze swoim szefem powróciła do Leningradu. W 1945 roku odbyły się dwie prapremiery: IX Symfonii Szostakowicza i V Symfonii Prokofiewa, w repertuarze z tego roku pojawili się: Beethoven, Brahms, Schumann i Schubert. W 1945 poprowadził prapremierę IX Symfonii Szostakowicza, jedynej symfonii tego kompozytora, którą nigdy później nie dyrygował. Lata powojenne obfitowały w znakomite osiągnięcia artystyczne, prapremiera VI Symfonii Prokofiewa (1947), prapremiery X Symfonii (1953) oraz koncertów: smyczkowego i wiolonczelowego Szostakowicza, coroczne koncerty na terenie Związku Radzieckiego, bardzo częste trasy koncertowe po całym świecie, w trakcie których dyrygował swoją orkiestrą w NRD i RFN, Szwajcarii, Francji, Austrii, Stanach Zjednoczonych, Kanadzie, we Włoszech, w Polsce, Rumunii i Hiszpanii. Sześć występów w Japonii. Wszędzie zbierał najlepsze recenzje, które gloryfikowano zarówno jego orkiestrę, jak i jego sztukę dyrygencką. W 1977 roku dostał nagrodę imienia Artura Nikischa jako pierwszy zagraniczny artysta. 6 marca 1987 Mrawinski po raz ostatni dyrygował orkiestrą, z którą spędził 50 lat swojego życia. W programie Niedokończona Schuberta i IV Symfonia Brahmsa. Prawie rok później, w styczniu 1988, Mrawinski umarł w swoim domu w Leningradzie.

## Osiągnięcia
Istotą dyrygenckiego stylu Mrawinskiego było absolutne panowanie nad orkiestrą i niezwykła precyzja odtwarzania partytury. Perfekcjonista, jakim był Mrawinski, nie lubił jednak nagrań studyjnych (tak samo jak Swiatosław Richter), pozostawił po sobie dużą ilość nagrań koncertowych, wśród których wyróżniają się rejestracje obu wizyt w Wiedniu i cykl koncertów w Moskwie.
Mrawinski był mizantropem, unikał wszelkich kontaktów z prasą, radiem i telewizją. Pedantyczny styl pracy z muzykami z orkiestry i współpracującymi z nim rosyjskimi kompozytorami przynosił efekty. Praktycznie każda z jego realizacji to niezwykłe dokonanie artystyczne. Często współpracujący z Mrawinskim Szostakowicz narzekał na drobiazgowe śledztwa, które ten urządzał takt po takcie, przyznał jednak rację, że taka współpraca pozwoliła mu na spojrzenie na swoją twórczość z zupełnie innej strony. Oprócz współczesnych mu kompozytorów radzieckich dodał do repertuaru swojej orkiestry Strawinskiego, Ravela, Debussy'ego, Sibeliusa, Straussa, Bartóka, Honeggera i wielu innych. Był jednym z ważniejszych dyrygentów XX stulecia.

## Dyskografia
Najsłynniejsze są jego nagrania ostatnich trzech symfonii Czajkowskiego oraz dzieł symfonicznych Szostakowicza i Prokofiewa, jednakże nagrania zrealizowane dla Melodii z repertuaru klasycznego: IV Beethovena, IV Brahmsa, Niedokończona Schuberta, czy Alpejska Straussa nie pozostawiają wątpliwości, że są to wykonania znakomite. Również rejestracje koncertów z dwóch wizyt Leningradzkiej Filharmonii w Wiedniu dowodzą absolutnego mistrzostwa tak orkiestry, jak i jej szefa.